# Lista de deputados estaduais do Ceará para 26.ª legislatura
Essa é uma lista de deputados estaduais do Ceará eleitos para o período 2003-2007.

## Composição das bancadas
| Partido | Líder                     | Bancada | Posição      |
| ------- | ------------------------- | ------- | ------------ |
| PSDB    | Tânia Gurgel              | 17 / 46 | Governo      |
| PT      | Luizianne Lins            | 5 / 46  | Oposição     |
| PMDB    | Domingos Filho            | 5 / 46  | Oposição     |
| PPS     | Mauro Filho               | 4 / 46  | Governo      |
| PL      | Pastor Ronaldo Martins    | 3 / 46  | Oposição     |
| PPB     | Valdomiro Távora          | 2 / 46  | Governo      |
| PSB     | Antônio Granja            | 2 / 46  | Independente |
| PHS     | Gilberto Rodrigues        | 2 / 46  | Independente |
| PSD     | Del. Francisco Cavalcante | 1 / 46  | Governo      |
| PFL     | Ana Paula Cruz            | 1 / 46  | Oposição     |
| PDT     | Heitor Férrer             | 1 / 46  | Independente |
| PST     | Gomes Farias              | 1 / 46  | Independente |
| PSL     | Lêda Moreira              | 1 / 46  | Oposição     |
| PCdoB   | Chico Lopes               | 1 / 46  | Oposição     |

## Deputados estaduais
| Número | Deputados estaduais eleitos | Partido | Votação | Percentual | Cidade onde nasceu   | Unidade federativa |
| 41234  | Del. Francisco Cavalcante   | PSD     | 140.829 | 3,91%      | Fortaleza            | Ceará              |
| 13222  | Artur Bruno                 | PT      | 87.300  | 2,42%      | Fortaleza            | Ceará              |
| 45150  | Moésio Loiola               | PSDB    | 74.747  | 2,07%      | Groaíras             | Ceará              |
| 13121  | Luizianne Lins              | PT      | 60.821  | 1,69%      | Fortaleza            | Ceará              |
| 22222  | Ronaldo Martins             | PL      | 54.117  | 1,50%      | São Paulo            | São Paulo          |
| 45000  | João Jaime                  | PSDB    | 51.603  | 1,43%      | Fortaleza            | Ceará              |
| 45555  | Marcos Cals                 | PSDB    | 51.253  | 1,42%      | Recife               | Pernambuco         |
| 23456  | Ivo Gomes                   | PPS     | 50.326  | 1,40%      | Sobral               | Ceará              |
| 45222  | Dr. Raimundo Macêdo         | PSDB    | 48.364  | 1,34%      | Aurora               | Ceará              |
| 45300  | Idemar Citó                 | PSDB    | 47.436  | 1,32%      | Tauá                 | Ceará              |
| 65165  | Chico Lopes                 | PCdoB   | 47.402  | 1,31%      | Fortaleza            | Ceará              |
| 45140  | Adahil Barreto              | PSDB    | 46.447  | 1,29%      | Iguatu               | Ceará              |
| 45999  | Meyre Costa Lima            | PSDB    | 46.355  | 1,29%      | Maracanaú            | Ceará              |
| 23000  | Mauro Filho                 | PPS     | 45.399  | 1,26%      | Fortaleza            | Ceará              |
| 45145  | Manoel Veras                | PSDB    | 44.575  | 1,24%      | Crateús              | Ceará              |
| 15333  | Domingos Filho              | PMDB    | 44.089  | 1,22%      | Fortaleza            | Ceará              |
| 45888  | Agenor Neto                 | PSDB    | 43.826  | 1,22%      | Iguatu               | Ceará              |
| 25147  | Ana Paula Cruz              | PFL     | 42.633  | 1,18%      | Juazeiro do Norte    | Ceará              |
| 13580  | Iris Tavares                | PT      | 41.905  | 1,16%      | Juazeiro do Norte    | Ceará              |
| 45111  | Osmar Baquit                | PSDB    | 41.280  | 1,14%      | Quixadá              | Ceará              |
| 22125  | Dr. Jaziel Pereira          | PL      | 41.100  | 1,14%      | Barroquinha          | Ceará              |
| 23111  | Francisco de Aguiar         | PPS     | 40.212  | 1,12%      | Fortaleza            | Ceará              |
| 45455  | Gony Arruda                 | PSDB    | 39.357  | 1,09%      | Granja               | Ceará              |
| 45144  | Rogério Aguiar              | PSDB    | 37.913  | 1,05%      | Marco                | Ceará              |
| 45678  | Fernando Hugo               | PSDB    | 37.312  | 1,03%      | Fortaleza            | Ceará              |
| 45645  | Tânia Gurgel                | PSDB    | 35.645  | 0,99%      | Acopiara             | Ceará              |
| 15150  | Carlomano Marques           | PMDB    | 34.930  | 0,97%      | Iguatu               | Ceará              |
| 45333  | Pedro Timbó                 | PSDB    | 34.627  | 0,96%      | Crato                | Ceará              |
| 23444  | Zezinho Albuquerque         | PPS     | 33.973  | 0,94%      | Massapê              | Ceará              |
| 45170  | Vasques Landim              | PSDB    | 33.036  | 0,92%      | Missão Velha         | Ceará              |
| 45666  | Sineval Roque               | PSDB    | 32.264  | 0,89%      | Saboeiro             | Ceará              |
| 40114  | Gislaine Landim             | PSB     | 31.685  | 0,88%      | Brejo Santo          | Ceará              |
| 13123  | José Guimarães              | PT      | 31.613  | 0,88%      | Quixeramobim         | São Paulo          |
| 11111  | Valdomiro Távora            | PPB     | 30.893  | 0,86%      | Fortaleza            | Ceará              |
| 11234  | Marcos Tavares              | PPB     | 29.479  | 0,82%      | Fortaleza            | Ceará              |
| 13654  | Nelson Martins              | PT      | 29.322  | 0,81%      | Hidrolândia          | Ceará              |
| 15999  | Inês Arruda                 | PMDB    | 28.387  | 0,79%      | Caucaia              | Ceará              |
| 15678  | Pedro Uchoa                 | PMDB    | 27.915  | 0,77%      | Acopiara             | Ceará              |
| 22345  | Lucílvio Girão              | PL      | 26.905  | 0,75%      | Maranguape           | Ceará              |
| 15155  | Sérgio Benevides            | PMDB    | 26.289  | 0,73%      | Itapipoca            | Ceará              |
| 40000  | Antônio Granja              | PSB     | 24.682  | 0,68%      | Jaguaribara          | Ceará              |
| 12350  | Heitor Férrer               | PDT     | 22.614  | 0,63%      | Lavras da Mangabeira | Ceará              |
| 18810  | Gomes Farias                | PST     | 18.104  | 0,50%      | Ipu                  | Ceará              |
| 31777  | Francisco Caminha           | PHS     | 15.095  | 0,42%      | Fortaleza            | Ceará              |
| 17618  | Lêda Moreira                | PSL     | 13.140  | 0,36%      | Fortaleza            | Ceará              |
| 31321  | Gilberto Rodrigues          | PHS     | 13.126  | 0,36%      | Russas               | Ceará              |